# Union Gap (Washington)
Union Gap az Amerikai Egyesült Államok északnyugati részén, Washington állam Yakima megyéjében, a Yakama rezervátumban elhelyezkedő város. A 2010. évi népszámlálási adatok alapján 6047 lakosa van.
A település korábban a Yakima City nevet viselte. Mivel a Northern Pacific Railroad 1884 decemberében elkészült vonala kikerülte a települést, az épületeket lóvontatással a vasútállomáshoz közelebb költöztették. Az új település a North Yakima nevet vette fel, amit 1918-ban Yakimára rövidítettek, a korábbi települést pedig Union Gapre keresztelték át.
A helység nevét egy kelet–nyugati irányú törésvonalról kapta.

## Éghajlat
| Hónap                         | Jan.  | Feb.  | Már.  | Ápr. | Máj. | Jún. | Júl. | Aug. | Szep. | Okt.  | Nov.  | Dec.  | Év    |
| ----------------------------- | ----- | ----- | ----- | ---- | ---- | ---- | ---- | ---- | ----- | ----- | ----- | ----- | ----- |
| Rekord max. hőmérséklet (°C)  | 20,0  | 21,1  | 27,2  | 33,3 | 38,9 | 42,2 | 42,8 | 43,3 | 37,8  | 32,8  | 22,8  | 19,4  | 43,3  |
| Átlagos max. hőmérséklet (°C) | 3,9   | 8,3   | 13,3  | 17,8 | 22,2 | 26,7 | 31,1 | 30,6 | 25,6  | 17,8  | 8,9   | 2,2   | 17,4  |
| Átlagos min. hőmérséklet (°C) | −5,0  | −3,3  | −1,1  | 1,1  | 5,6  | 8,9  | 11,7 | 11,1 | 6,7   | 1,1   | −2,8  | −6,1  | 2,4   |
| Rekord min. hőmérséklet (°C)  | −29,4 | −31,7 | −18,3 | −7,8 | −3,9 | −1,1 | 1,1  | 1,7  | −4,4  | −15,6 | −25,0 | −27,2 | −31,7 |
| Átl. csapadékmennyiség (mm)   | 29    | 21    | 16    | 14   | 15   | 16   | 6    | 7    | 9     | 14    | 27    | 39    | 213   |
| Forrás: The Weather Channel   |       |       |       |      |      |      |      |      |       |       |       |       |       |

## Népesség
A 2010-es népszámláláskor a városnak 6047 lakója, 2061 háztartása és 1420 családja volt. A népsűrűség 419,7 fő/km2. A lakóegységek száma 2173, sűrűségük 150,8 db/km2. A lakosok 62,9%-a fehér, 0,9%-a afroamerikai, 2,6%-a indián, 0,9%-a ázsiai,  29,1%-a egyéb, 3,6%-a pedig kettő vagy több etnikumú. A spanyol vagy latino származásúak aránya 47,2% (   )
A háztartások 40,3%-ában élt 18 évnél fiatalabb. 42,6% házas, 17,6% egyedülálló nő, 8,6% egyedülálló férfi, 31,1% pedig nem család. 23,5% egyedül élt; 8,9%-uk 65 éves vagy idősebb. Egy háztartásban átlagosan 2,9 személy élt; a családok átlagmérete 3,43 fő.
A medián életkor 32,7 év volt. A város lakóinak 28,9%-a 18 évesnél fiatalabb, 10,7% 18 és 24 év közötti, 25,3%-uk 25 és 44 év közötti, 23,4%-uk 45 és 64 év közötti, 11,8%-uk pedig 65 éves vagy idősebb. A lakosok 50,5%-a férfi, 49,5%-a pedig nő.

## Fordítás
Ez a szócikk részben vagy egészben  az   Union Gap, Washington című angol Wikipédia-szócikk ezen változatának fordításán alapul.  Az eredeti cikk szerkesztőit annak laptörténete sorolja fel. Ez a jelzés csupán a megfogalmazás eredetét és a szerzői jogokat jelzi, nem szolgál a cikkben szereplő információk forrásmegjelöléseként.